# ソウル龍山警察署
ソウル龍山警察署（ソウルヨンサンけいさつしょ）は、ソウル地方警察庁所管の警察署である。

## 管轄区域
- 龍山区

## 沿革
- 1945年10月21日 - 国立警察開設に伴い開所。
- 2001年12月27日 - ソウル龍山警察署に名称を改称。

## 管轄地区隊
- 梨泰院地区隊
- 元暁地区隊
- 龍中地区隊

## 管轄派出所
- 漢江路派出所
- 宝光派出所
- 龍山駅派出所
- 二村派出所